# Barão da Folgosa
Barão da Folgosa é um título nobiliárquico criado por D. Maria II de Portugal, por Decreto de 8 de Novembro de 1843, em favor de Jerónimo de Almeida Brandão e Sousa.
Titulares
1. Jerónimo de Almeida Brandão e Sousa, 1.º Barão da Folgosa.